# حسن‌آباد گرجی
حسن‌آباد گرجی (حسن‌آباد شاهراه)، روستایی از توابع بخش مرکزی شهرستان مشهد در استان خراسان رضوی ایران است.

## جمعیت
این روستا در دهستان میان ولایت قرار دارد و براساس سرشماری مرکز آمار ایران در سال ۱۳۸۵، جمعیت آن ۱۸۱ نفر (۴۳خانوار) بوده‌است.